# 용감한 솔로 육아 - 내가 키운다
《용감한 솔로 육아 - 내가 키운다》는 대한민국의 JTBC에서 방송된 텔레비전 예능 프로그램이다.

## 기획 의도
다양한 이유로 혼자 아이를 키우게 된 이들이 모임을 결성해 각종 육아 팁과 정보를 공유하고 서로의 일상을 관찰하는 리얼리티 프로그램이다.

## 방송 일정
| 방송 채널 | 방송 기간                          | 방송 시간                             | 비고 |
| --------- | ---------------------------------- | ------------------------------------- | ---- |
| JTBC      | 2021년 7월 9일 ~ 2021년 9월 17일   | 매주 금요일 밤 9시 ~ 11시 (10시 40분) |      |
| JTBC      | 2021년 9월 29일 ~ 2021년 12월 22일 | 매주 수요일 밤 9시 ~ 10시 30분        |      |

## 출연진

### MC
| MC     | 진행 기간                         | 비고 |
| ------ | --------------------------------- | ---- |
| 김구라 | 2021년 7월 9일 ~ 2021년 12월 22일 |      |

### 역대 VCR 출연진
| 출연진 | 자녀 이름                | 방송 기간 | 비고                    |
| ------ | ------------------------ | --- | ----------------------- |
| 김나영 | 아들 신우 · 이준         | 2021년 7월 9일 ~ 2021년 9월 17일 2021년 10월 6일 ~ 2021년 10월 13일 2021년 10월 27일 2021년 11월 24일 ~ 2021년 12월 1일 2021년 12월 15일 ~ 2021년 12월 22일 | 래퍼와 열애로 인한 종영 |
| 조윤희 | 딸 로아                  | 2021년 7월 9일 ~ 2021년 9월 29일 2021년 10월 13일 2021년 11월 3일                                                                                           |                         |
| 김현숙 | 아들 하민                | 2021년 7월 16일 ~ 2021년 9월 17일 2021년 10월 13일 ~ 2021년 10월 27일 2021년 11월 10일 2021년 12월 8일 ~ 2021년 12월 15일                                   |                         |
| 채림   | 아들 민우                | 2021년 9월 29일 ~ 2021년 10월 6일 |                         |
| 정찬   | 딸 정새빛 ・ 아들 정새찬 | 2021년 10월 20일 ~ 2021년 10월 27일 2021년 11월 17일 2021년 12월 1일 ~ 2021년 12월 15일                                                                     |                         |
| 이지현 | 딸 김서윤 · 아들 김우경  | 2021년 11월 3일 ~ 2021년 11월 10일 2021년 12월 1일 ~ 2021년 12월 22일                                                                                       |                         |
| 박선주 | 딸 강솔에이미            | 2021년 11월 17일 ~ 2021년 11월 24일 |                         |

## 에피소드 목록
본 프로그램은 질병관리청 방역 지침에 따라, 코로나19 범유행과 관련해 출연진, 스태프 관계자들의 개인 위생수칙을 준수합니다.
| 회차 | 방송 일자      | 출연진                                                     | 게스트 | 비고 |
| ---- | -------------- | ---------------------------------------------------------- | ------ | ---- |
| 1    | 2021년 7월 9일 | 조윤희&로아, 김나영&신우·이준                              |        |      |
| 2    | 7월 16일       | 김현숙&하민, 조윤희&로아, 김나영&신우·이준                 |        |      |
| 3    | 7월 23일       | 김현숙&하민, 조윤희&로아, 김나영&신우·이준                 |        |      |
| 4    | 7월 30일       | 김현숙&하민, 조윤희&로아, 김나영&신우·이준                 |        |      |
| 5    | 8월 13일       | 김현숙&하민, 조윤희&로아, 김나영&신우·이준                 | 그리   |      |
| 6    | 8월 20일       | 김현숙&하민, 조윤희&로아, 김나영&신우·이준                 | 서동주 |      |
| 7    | 8월 27일       | 김현숙&하민, 조윤희&로아, 김나영&신우·이준                 | 정찬   |      |
| 8    | 9월 3일        | 김현숙&하민, 조윤희&로아, 김나영&신우·이준                 | 양재진 |      |
| 9    | 9월 10일       | 김현숙&하민, 조윤희&로아, 김나영&신우·이준                 | 이동국 |      |
| 10   | 9월 17일       | 김현숙&하민, 조윤희&로아, 김나영&신우·이준                 | 유세윤 |      |
| 11   | 9월 29일       | 채림&민우, 조윤희&로아                                     |        |      |
| 12   | 10월 6일       | 채림&민우, 김나영&신우·이준                                | 김희진 |      |
| 13   | 10월 13일      | 김나영&신우·이준, 조윤희&로아, 김현숙&하민                 | 정준하 |      |
| 14   | 10월 20일      | 정찬&정새빛·정세찬, 김현숙&하민                            |        |      |
| 15   | 10월 27일      | 김나영&신우·이준, 김현숙&하민, 정찬&정새빛·정세찬          |        |      |
| 16   | 11월 3일       | 이지현&김서윤·김우경, 조윤희&로아                          |        |      |
| 17   | 11월 10일      | 이지현&김서윤·김우경, 김현숙&하민                          |        |      |
| 18   | 11월 17일      | 박선주&강솔에이미, 정찬&정새빛·정세찬                      |        |      |
| 19   | 11월 24일      | 박선주&강솔에이미, 김나영&신우·이준                        |        |      |
| 20   | 12월 1일       | 정찬&정새빛·정세찬, 김나영&신우·이준, 이지현&김서윤·김우경 |        |      |
| 21   | 12월 8일       | 정찬&정새빛·정세찬, 김현숙&하민, 이지현&김서윤·김우경      |        |      |
| 22   | 12월 15일      | 이지현&김서윤·김우경, 김현숙&하민, 김나영&신우·이준        |        |      |
| 23   | 12월 22일      | 이지현&김서윤·김우경, 김나영&신우·이준                     |        |      |

## 결방
- 8월 6일 : 특별판 편성 관계로 결방

## 참고 사항
- 원래는 프로그램 명칭이 《혼키클럽》이었으나, 《용감한 솔로 육아 - 내가 키운다》라는 타이틀 제목으로 바뀌었다.
- 매주 금요일 밤에 한동안 대체 편성되었다가, 현재는 수요일 저녁으로 시간대를 옮겼다.

## 같이 보기
- 베이비시터
- 육아